# Miład Alirzajew
Miład Walerikowicz Alirzajew (ros. Милад Валерикович Алирзаев; ur. 13 czerwca 1998) – rosyjski zapaśnik pochodzący z Dagestanu, startujący w stylu klasycznym. Zajął czternaste miejsce na mistrzostwach świata w 2021. Brązowy medalista mistrzostw Europy w 2021 roku. 
Wygrał indywidualny Puchar Świata w 2020. Pierwszy na MŚ U-23 w 2019. Mistrz Rosji w 2021 i 2022, drugi w 2023, trzeci w 2019 roku.